# Go (EP av Turtlehead)
Go är Turtleheads debut-EP, utgiven på Bad Taste Records 1996.

## Låtlista
1. "Go"
2. "Walltie"
3. "B-Movie Baby"
4. "Leave"

### Fotnoter
1. ↑  ”Go”. Bad Taste Records. Arkiverad från originalet den 26 augusti 2010. https://web.archive.org/web/20100826044949/http://www.badtasterecords.se/records.asp?id=13. Läst 8 januari 2012.